# Einar Cronstedt
Jan Einar Cronstedt, född 4 april 1966, en svensk friidrottare (mångkamp), tävlande för Heleneholms IF.